# Гозьдзіхово
Гозьдзіхово (пол. Goździchowo) — село в Польщі, у гміні Каменець Гродзиського повіту Великопольського воєводства.
Населення — 117 осіб (2011).
У 1975-1998 роках село належало до Познанського воєводства.

## Демографія
Демографічна структура станом на 31 березня 2011 року:
|          | Загалом | Допрацездатний вік | Працездатний вік | Постпрацездатний вік |
| -------- | ------- | ------------------ | ---------------- | -------------------- |
| Чоловіки | 60      | 13                 | 45               | 2                    |
| Жінки    | 57      | 13                 | 39               | 5                    |
| Разом    | 117     | 26                 | 84               | 7                    |